# نفتالی‌لار
نفتالی‌لار (به لاتین: Niftalılar) یک منطقهٔ مسکونی در جمهوری آذربایجان است که در شهرستان جبرئیل واقع شده‌است.